# Rallye de Chypre
Le rallye de Chypre est une course automobile créée en 1970, étape du championnat du monde des rallyes entre 2000 et 2006 et sous la dépendance de la Cyprus Automobile Association.

## Histoire

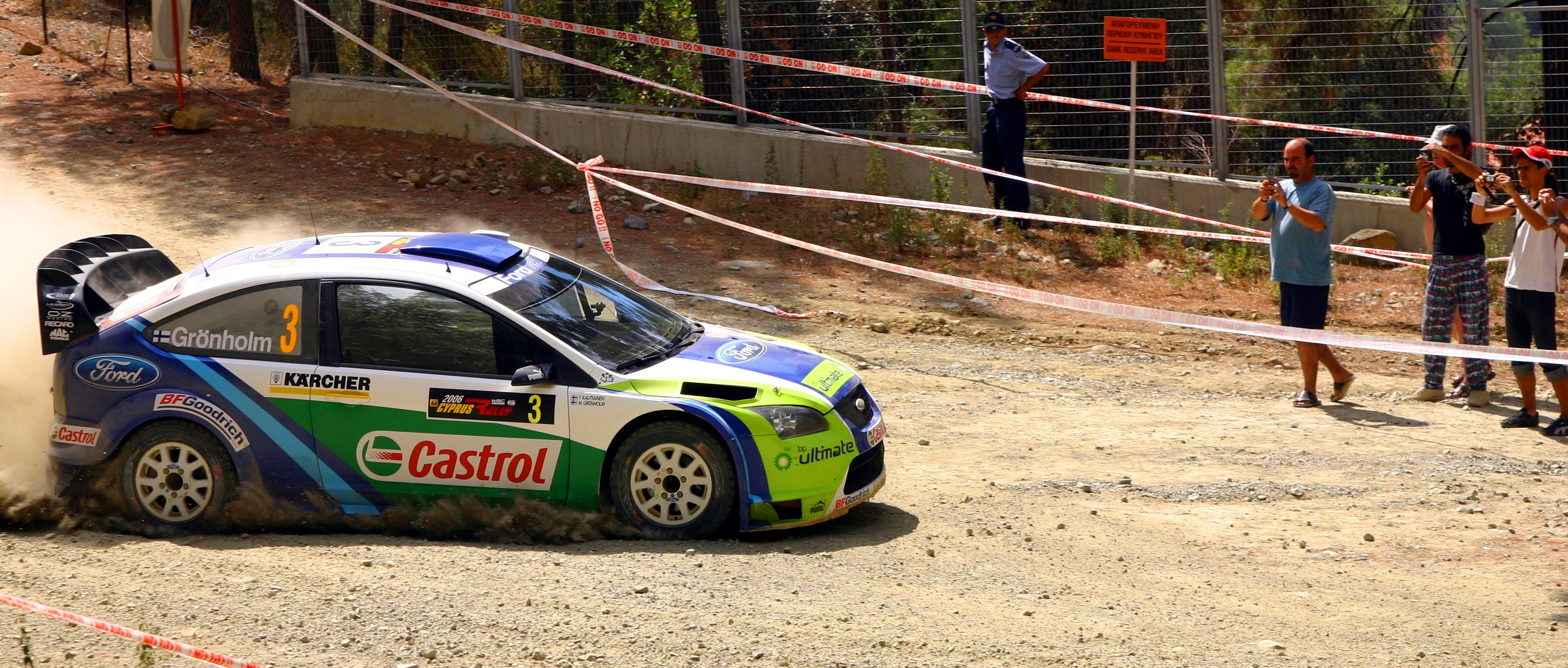
Marcus Grönholm durant l'édition 2006.

Son comité d'organisation siège à Limassol (Lemesós), et il se dispute en grande partie autour du Massif du Troodos.
Des années 1970 aux années 1990 Rothmans est son principal partenaire financier. FxPro le devient à la fin des années 2000 pour disputer le WRC puis l'IRC.
Le rallye n'a pas lieu en 1974 et 1975 en raison de l'invasion turque, et ne figure plus au calendrier du championnat du monde depuis 2009 après y avoir figuré durant une décennie complète.
Il fait partie de l'Intercontinental Rally Challenge (IRC) durant trois saisons.
Il est réputé pour être un rallye très difficile en raison de son terrain caillouteux très cassant, à vitesse plutôt lente sous forte chaleur, le tout conjugué mettant à mal équipages et mécaniques.
En 2014, le Championnat d'Europe des rallyes nouvelle formule l'intègre comme 10e et antépénultième manche de son programme continental, et l'épreuve débute à cette occasion dans les rues de la capitale Nicosie.

## Palmarès

### Rallye international (1970-1977)
- 1970 : Victor Zachariades  Chypre, sur FIAT 125
- 1971 : Christos Kirmitsis  Chypre, sur Ford Escort
- 1972 : Lefteris Makrides  Chypre, sur Mercedes 250CE
- 1973 : Stig Blomqvist  Suède, sur Saab 96
- 1976 : Shekhar Mehta  Kenya, sur Datsun
- 1977 : Kypros Kyprianou  Chypre, sur Hillman Avenger

### Étape du championnat d'Europe (1978-1999)
- 1978 : Roger Clark  Royaume-Uni, sur Ford Escort
- 1979 : Ari Vatanen  Finlande, sur Ford Escort
- 1980 : Roger Clark  Royaume-Uni, sur Ford Escort
- 1981 : Vahan Terzian  Chypre, sur Mitsubishi Colt
- 1982 : Tony Fassina  Italie, sur Opel Ascona
- 1983 : Jimmy McRae  Royaume-Uni, sur Opel Manta
- 1984 : John Buffum  États-Unis, sur Audi Quattro

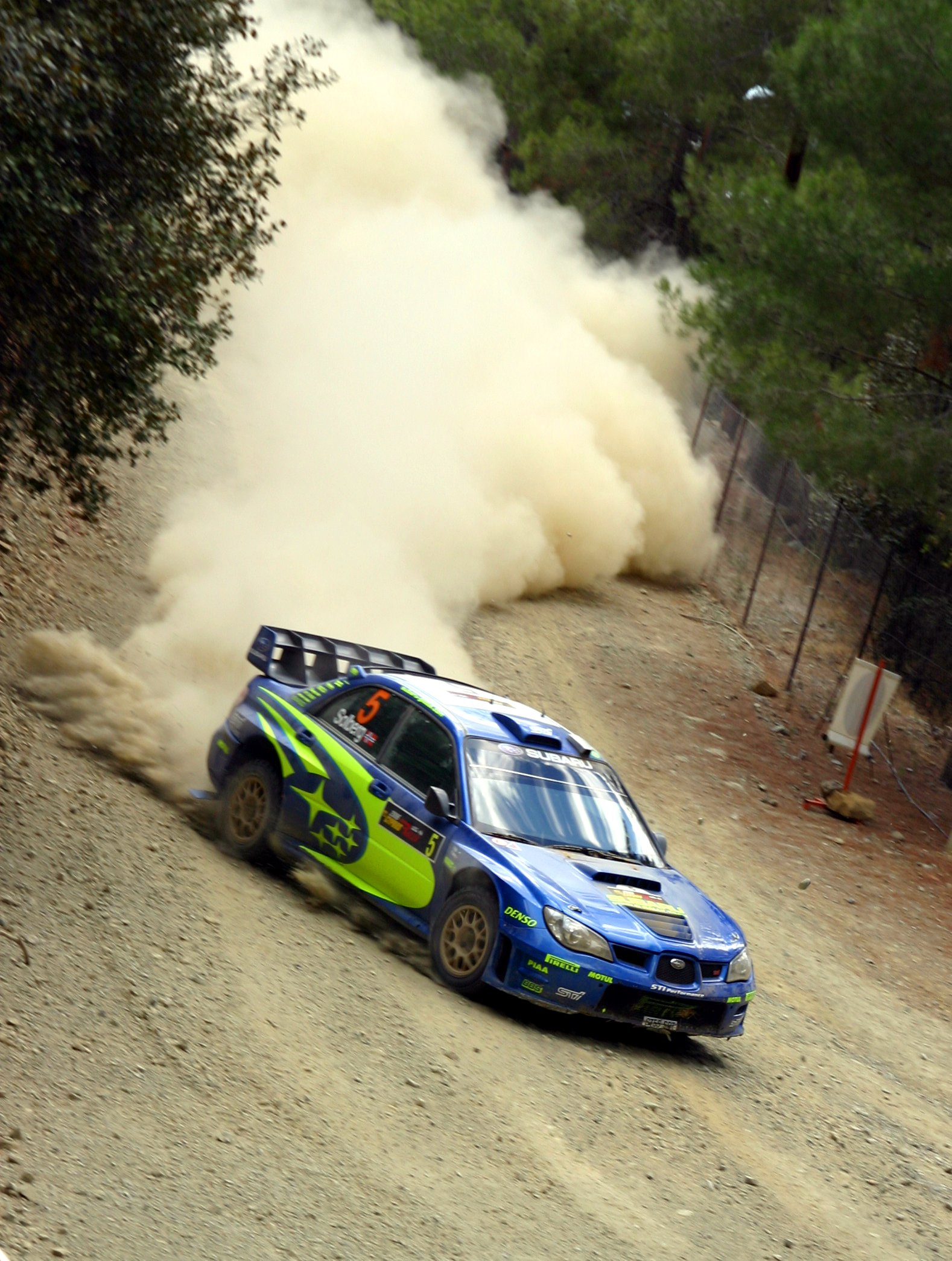
Petter Solberg, lors de l'édition 2006.

- 1985 : Mauro Pregliasco  Italie, sur Lancia 037
- 1986 : Patrick Snijers  Belgique, sur Lancia 037
- 1987 : David Llewellin  Royaume-Uni, sur Audi Quattro
- 1988 : Björn Waldegård  Suède, sur Toyota Celica
- 1989 : Yves Loubet  France, sur Lancia Integrale
- 1990 : Dimi Mavropoulos  Chypre, sur Audi Quattro
- 1991 : Antonis Jeropoulos  Chypre, sur Mitsubishi Galant
- 1992 : Alex Fiorio  Italie, sur Lancia Delta Integrale
- 1993 : Alex Fiorio  Italie, sur Lancia Delta Integrale
- 1994 : Alex Fiorio  Italie, sur Lancia Delta Integrale
- 1995 : Maurice Sehnaoui «Bagheera»  Liban, sur Lancia Delta Integrale
- 1996 : Armin Schwarz  Allemagne, Toyota Celica
- 1997 : Krzysztof Holowczyc  Pologne, sur Subaru Impreza
- 1998 : Andrea Navarra  Italie, sur Subaru Impreza
- 1999 : Jean-Pierre Richelmi  Monaco, sur Subaru Impreza

### Étape du championnat du monde (depuis 2000)

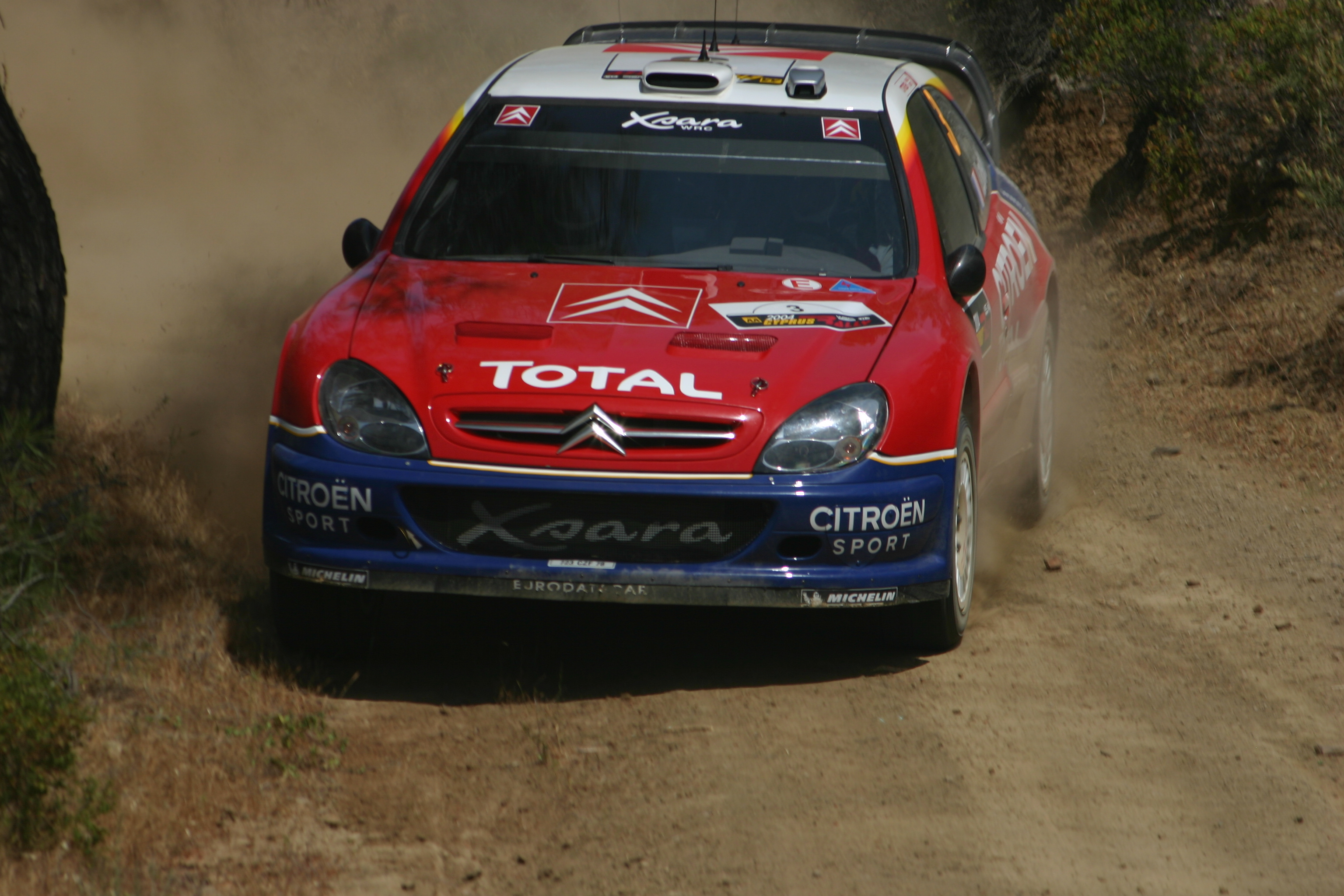
Sébastien Loeb durant l'édition 2004.

| Année | Pilote          | Copilote        | Voiture                 |
| ----- | --------------- | --------------- | ----------------------- |
| 2000  | Carlos Sainz    | Luís Moya       | Ford Focus WRC 00       |
| 2001  | Colin McRae     | Nicky Grist     | Ford Focus RS WRC 01    |
| 2002  | Marcus Grönholm | Timo Rautiainen | Peugeot 206 WRC         |
| 2003  | Petter Solberg  | Phil Mills      | Subaru Impreza WRC 2003 |
| 2004  | Sébastien Loeb  | Daniel Elena    | Citroën Xsara WRC       |
| 2005  | Sébastien Loeb  | Daniel Elena    | Citroën Xsara WRC       |
| 2006  | Sébastien Loeb  | Daniel Elena    | Citroën Xsara WRC       |
| 2009  | Sébastien Loeb  | Daniel Elena    | Citroën C4 WRC          |

### Détails saisonniers en WRC
| Nom du rallye                                                                          | Étapes              | Podiums | Podiums                            | Podiums            | Podiums           |
| Nom du rallye                                                                          | Étapes              | Rang    | Pilote Copilote                    | Automobile         | Temps             |
| -------------------------------------------------------------------------------------- | ------------------- | ------- | ---------------------------------- | ------------------ | ----------------- |
| 28e Rallye de Chypre 2000 (8 au 10 septembre 2000) Épreuve 10 du championnat WRC 2000  | 23 étapes 348,41 km | 1       | Carlos Sainz Luís Moya             | Ford Focus WRC     | 5 h 26 min 04 s 9 |
| 28e Rallye de Chypre 2000 (8 au 10 septembre 2000) Épreuve 10 du championnat WRC 2000  | 23 étapes 348,41 km | 2       | Colin McRae Nicky Grist            | Ford Focus WRC     | 5 h 26 min 42 s 2 |
| 28e Rallye de Chypre 2000 (8 au 10 septembre 2000) Épreuve 10 du championnat WRC 2000  | 23 étapes 348,41 km | 3       | François Delecour Daniel Grataloup | Peugeot 206 WRC    | 5 h 27 min 35 s 7 |
|                                                                                        |                     |         |                                    |                    |                   |
| 29e Rallye de Chypre 2001 (1er au 3 juin 2001) Épreuve 6 du championnat WRC 2001       | 21 étapes 341,4 km  | 1       | Colin McRae Nicky Grist            | Ford Focus WRC     | 5 h 07 min 32 s 7 |
| 29e Rallye de Chypre 2001 (1er au 3 juin 2001) Épreuve 6 du championnat WRC 2001       | 21 étapes 341,4 km  | 2       | Richard Burns Robert Reid          | Subaru Impreza WRC | 5 h 07 min 49 s 1 |
| 29e Rallye de Chypre 2001 (1er au 3 juin 2001) Épreuve 6 du championnat WRC 2001       | 21 étapes 341,4 km  | 3       | Carlos Sainz Luís Moya             | Ford Focus WRC     | 5 h 07 min 59 s 2 |
|                                                                                        |                     |         |                                    |                    |                   |
| 30e Rallye de Chypre 2002 (19 au 21 avril 2002) Épreuve 5 du championnat WRC 2002      | 20 étapes 324,17 km | 1       | Marcus Grönholm Timo Rautiainen    | Peugeot 206 WRC    | 4 h 21 min 25 s 7 |
| 30e Rallye de Chypre 2002 (19 au 21 avril 2002) Épreuve 5 du championnat WRC 2002      | 20 étapes 324,17 km | 2       | Richard Burns Robert Reid          | Peugeot 206 WRC    | 4 h 22 min 22 s 5 |
| 30e Rallye de Chypre 2002 (19 au 21 avril 2002) Épreuve 5 du championnat WRC 2002      | 20 étapes 324,17 km | 3       | Tommi Mäkinen Risto Mannisenmäki   | Subaru Impreza WRC | 4 h 22 min 24 s 7 |
|                                                                                        |                     |         |                                    |                    |                   |
| 31e Rallye de Chypre 2003 (20 au 22 juin 2003) Épreuve 7 du championnat WRC 2003       | 18 étapes 341,05 km | 1       | Petter Solberg Phil Mills          | Subaru Impreza WRC | 5 h 09 min 12 s 6 |
| 31e Rallye de Chypre 2003 (20 au 22 juin 2003) Épreuve 7 du championnat WRC 2003       | 18 étapes 341,05 km | 2       | Harri Rovanperä Risto Pietiläinen  | Peugeot 206 WRC    | 5 h 13 min 26 s 6 |
| 31e Rallye de Chypre 2003 (20 au 22 juin 2003) Épreuve 7 du championnat WRC 2003       | 18 étapes 341,05 km | 3       | Sébastien Loeb Daniel Elena        | Citroën Xsara WRC  | 5 h 13 min 29 s 4 |
|                                                                                        |                     |         |                                    |                    |                   |
| 32e Rallye de Chypre 2004 (13 au 16 mai 2004) Épreuve 5 du championnat WRC 2004        | 18 étapes 326,68 km | 1       | Sébastien Loeb Daniel Elena        | Citroën Xsara WRC  | 4 h 59 min 38 s 5 |
| 32e Rallye de Chypre 2004 (13 au 16 mai 2004) Épreuve 5 du championnat WRC 2004        | 18 étapes 326,68 km | 2       | Markko Märtin Michael Park         | Ford Focus WRC     | 4 h 59 min 53 s 6 |
| 32e Rallye de Chypre 2004 (13 au 16 mai 2004) Épreuve 5 du championnat WRC 2004        | 18 étapes 326,68 km | 3       | Carlos Sainz Marc Martí            | Citroën Xsara WRC  | 5 h 02 min 02 s 5 |
|                                                                                        |                     |         |                                    |                    |                   |
| 33e Rallye de Chypre 2005 (13 au 15 mai 2005) Épreuve 6 du championnat WRC 2005        | 18 étapes 326,68 km | 1       | Sébastien Loeb Daniel Elena        | Citroën Xsara WRC  | 5 h 02 min 29 s 4 |
| 33e Rallye de Chypre 2005 (13 au 15 mai 2005) Épreuve 6 du championnat WRC 2005        | 18 étapes 326,68 km | 2       | Manfred Stohl Ilka Minor           | Citroën Xsara WRC  | 5 h 06 min 38 s 9 |
| 33e Rallye de Chypre 2005 (13 au 15 mai 2005) Épreuve 6 du championnat WRC 2005        | 18 étapes 326,68 km | 3       | Markko Märtin Michael Park         | Peugeot 307 WRC    | 5 h 07 min 11 s 3 |
|                                                                                        |                     |         |                                    |                    |                   |
| 34e Rallye de Chypre 2006 (22 au 24 septembre 2006) Épreuve 12 du championnat WRC 2006 | 23 étapes 331,34 km | 1       | Sébastien Loeb Daniel Elena        | Citroën Xsara WRC  | 4 h 40 min 50 s 4 |
| 34e Rallye de Chypre 2006 (22 au 24 septembre 2006) Épreuve 12 du championnat WRC 2006 | 23 étapes 331,34 km | 2       | Marcus Grönholm Timo Rautiainen    | Ford Focus WRC     | 4 h 41 min 11 s 6 |
| 34e Rallye de Chypre 2006 (22 au 24 septembre 2006) Épreuve 12 du championnat WRC 2006 | 23 étapes 331,34 km | 3       | Mikko Hirvonen Jarmo Lehtinen      | Ford Focus WRC     | 4 h 46 min 06 s 5 |
|                                                                                        |                     |         |                                    |                    |                   |
| 35e Rallye de Chypre 2009 (13 au 15 mars 2009) Épreuve 3 du championnat WRC 2009       | 14 étapes 332,07 km | 1       | Sébastien Loeb Daniel Elena        | Citroën C4 WRC     | 4 h 50 min 34 s 7 |
| 35e Rallye de Chypre 2009 (13 au 15 mars 2009) Épreuve 3 du championnat WRC 2009       | 14 étapes 332,07 km | 2       | Mikko Hirvonen Jarmo Lehtinen      | Ford Focus WRC     | 4 h 51 min 01 s 9 |
| 35e Rallye de Chypre 2009 (13 au 15 mars 2009) Épreuve 3 du championnat WRC 2009       | 14 étapes 332,07 km | 3       | Petter Solberg Phil Mills          | Citroën Xsara WRC  | 4 h 52 min 24 s 1 |
|                                                                                        |                     |         |                                    |                    |                   |

### Étape de l'Intercontinental Rally Challenge(2010-2012 - et MERC)
- 2010 : 1er :  Nasser Al-Attiyah, 2e  Roger Feghali, 3e  Martin Prokop
- 2011 : 1er :  Andreas Mikkelsen, 2e :  Juho Hänninen, 3e :  Patrik Sandell
- 2012 : 1er :  Nasser Al-Attiyah (Ford Fiesta S2000 (RRC), 2e :  Andreas Mikkelsen, 3e :  Toshi Arai

### Étape duMERCseul (2013)
- 2013 : 1er :  Nasser Al-Attiyah (Ford Fiesta S2000 (RRC), 2e :  Khalid Al Qassimi, 3e :  Abdulaziz Al-Kuwari

### Étape de l'ERCet du MERC (2014-)
- 2014 : 1er :  Yazeed Al-Rajhi (Ford Fiesta RRC); 2e :  Kajetan Kajetanowicz, 3e :  Abdulaziz Al-Kuwari
- 2015 : 1er :  Nasser Al-Attiyah (Ford Fiesta RRC); 2e :  Kajetan Kajetanowicz, 3e :  Abdulaziz Al-Kuwari
- 2016 : 1er :  Aleksey Lukyanuk (Ford Fiesta R5); 2e :  Marijan Griebel, 3e :  Ralfs Sirmacis
- 2017 : 1er :  Nikolay Gryazin (Škoda Fabia R5 (en)); 2e :  Kalle Rovanperä, 3e :  Łukasz Habaj